# テシ
テシ(英語：Teshie)はガーナ南東部の大アクラ州南西部のレヅォクク・クロウォル郡の郡都。
2012年の人口は約17.2万人で、国内9位である。
コフィ・アナン国際平和維持訓練施設(KAIPTC)が有る。
毎年8月にホモウォ祭りが開催される。

## 歴史
1711年、テシが設立されたと言われている。
1787年、アシャンティ王国がテシにオーガスタボルグ砦を建てた。
1821年、英領ゴールド・コーストが設置された。
1850年、イギリスが砦を占領した。
1902年、アシャンティ王国は滅亡した。
1957年、ガーナが独立し、イギリスが砦から撤退した。

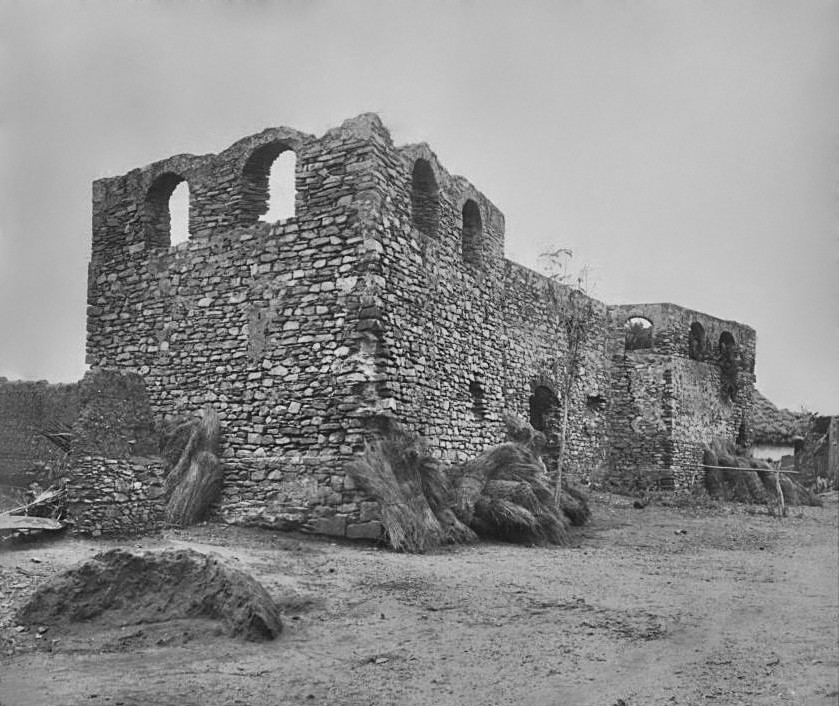
1890年頃のテシのオーガスタボルグ砦遺跡

## カネ・クウェイ大工養成所
1950年代にセス・カネ・クウェイが開発した「夢の棺」が、現在テシの特産物である。

今でもエリック・アヅェテイ・アナングが経営するカネ・クウェイ大工養成所等で造られている。

## ラバディ海水浴場
テシ近郊のラバディ海水浴場は、ガーナで最も人が訪れる海水浴場である。
大アクラ州の数少ない海水浴場で、地元のホテルが管理している。

## 発行物
- 2013 The Master of Coffins - 26 minutes documentary about artist Eric Adjetey Anang, by Luis Nachbin / Matrioska Films for GloboTV (Brasil)
- 2008 The Buried Treasures of the Ga: Coffin Art in Ghana. Regula Tschumi. Benteli, Bern. ISBN 978-3-7165-1520-4

## 国際展示
- 2011/12.Sainsbury Centre of Visual Arts, Griff Rhys Jones' Ghanaian 'fantasy coffin'
- 2011/12. Miracles of Africa, Hämeenlinna Art Museum, Hämeenlinna and Oulu Museum of Art, Oma, Finnland.